# هاجیمه کازومی
هاجیمه کازومی (به ژاپنی: 数見 肇) (زاده:۱۴ دسامبر ۱۹۷۱)، دارنده دان ۶ کیوکوشین یکی از قهرمانان مشهور و محبوب کاراته کیوکوشین می‌باشد و به او لقب سلطان گدان را داده‌اند. او در سن ۲۰ سالگی با غلبه بر تمامی مبارزان حرفه‌ای کیوکوشین کاراتهٔ اواخر دههٔ هشتاد ژاپن به فینال مسابقات سراسری کاراته ژاپن دست پیدا کرد. از آن زمان به بعد هاجیمه در هیچ مسابقه‌ای رتبه‌ای پایین‌تر از مقام دومی کسب نکرد و همواره قهرمانی یا مقام دوم را از آن خود نمود. ترکیب ضربات مشت و پای مؤثر او، او را به شش فینال متوالی در مسابقات سراسری ژاپن رساند و در این مسابقات با قهرمانی در چهار دوره رکورد کِیجی سانپِی (Keiji Sanpei) را شکست. هاجیمه کازومی همچنین به فینال دو دوره از مسابقات آزاد جهانی راه پیدا کرد. او در این فینال‌ها مسابقات را به فرانسیسکو فیلهو و کنجی یاماکی که دوست و حریف تمرینی خودش بود واگذار کرد.
پس از شکست از فیلهو، هاجیمه قهرمانی دومین دوره مسابقات جهانی وزنی در سال ۲۰۰۱ در اوساکا ژاپن را بدست آورد و بعد از آن به مسابقات جهانی بازگشت.
کازومی اصول تای چی چوان نوعی از کونگ‌فو یا ووشو را با تمرینات کاراته خود ترکیب کرده‌است و سبک مبارزه خود را به جای تکیه بر لگدهای مستقیم و دورانی بالا که از حرکات رایج کیوکوشین کاراته است، با تأکید بر ضربات ترکیبی مشت و لگدهای دورانی پایین روی بیرون و داخل پا (گِدان ماواشی گِری) اصلاح کرده‌است. در این رویکرد به جابجایی بدن (تای ساباکی) و ریتم عمیق و منظم تنفس برای مدیریت انرژی در مبارزه و ایجاد نفوذ (کیمه) در ضربات تأکید می‌شود. این شیوه مبارزه او را به مبارزی موفق تبدیل کرد و پیروزی‌های بیشمار او نیز بیانگر این مطلب است. طبق گفته او، هدف کیوکوشین کاراته پیروزی با هوشمندی و اراده و بنابراین استفاده مؤثر از قویترین تکنیک‌ها به شکلی جوانمردانه است و نه بکارگیری وحشیانه و کورکورانه مشت و لگد و آسیب زدن به حریف مسابقاتی به هر قیمتی، آن طور که در تورنمنتهای اواخر دههٔ نود در سطح بین‌المللی رایج شده بود.
در ۲۴ نوامبر سال ۲۰۰۲ هاجیمه رسماً از IKO1 (به سرپرستی ماتسویی) استعفا داد تا به سازمان جدیدی که توسط هاتسوئو رویاما و مربی او تسویوشی هیروشیگه رهبری می‌شد، بپیوندد. کازومی دلیل ترک IKO 1 را دنبال کردن کاراته اصیل به صورت یک بودو (Budo) یا طریقت معنوی هنرهای رزمی‌ژاپن، عنوان کرد. او بعداً از IKO6/KKI نیز استعفا داد تا سرپرست یک گروه مستقل از دوجوهای کیوکوشین به نام «کازومی دوجو» شود که در توکیو فعالیت می‌کند.
به همراه تاتسویا ایواساکی (Tatsuya Iwasaki)، کازومی نویسنده Shinseki Real Karate Bible است، که یک کتاب راهنمای آموزش کومیته فول کنتاکت (مبارزه تمام برخورد) می‌باشد. او همچنین ویدیوهای آموزشی موفقی را نیز در زمینهٔ فول کنتاکت کاراته اجرا و تهیه کرده که از طریق اینترنت قابل خرید است.

## تاریخچه مسابقات هاجیمه کازومی
- مقام دوم هفتمین دوره مسابقات آزاد جهان(IKO1) در سال ۱۹۹۹- باخت به فرانسیسکو فیلهو
- مقام دوم ششمین دوره مسابقات آزاد جهان(IKO1) در سال ۱۹۹۵- باخت به کنجی یاماکی
- مقام قهرمانی ۳۴ امین دوره مسابقات سراسری کاراته ژاپن(IKO1) در سال ۲۰۰۲- شکست هیتوشی کیاما
- مقام قهرمانی ۳۰ امین دوره مسابقات سراسری کاراته ژاپن(IKO1) در سال ۱۹۹۸- شکست یوشیهیرو تامورا
- مقام قهرمانی ۲۹ امین دوره مسابقات سراسری کاراته ژاپن(IKO1) در سال ۱۹۹۷- شکست گری اونیل
- مقام قهرمانی ۲۸ امین دوره مسابقات سراسری کاراته ژاپن(IKO1) در سال ۱۹۹۶- شکست گری اونیل
- مقام قهرمانی ۲۶ امین دوره مسابقات سراسری کاراته ژاپن(IKO1) در سال ۱۹۹۴- شکست کنجی یاماکی
- مقام قهرمانی ۲۵ امین دوره مسابقات سراسری کاراته ژاپن(IKO1) در سال ۱۹۹۳- شکست یوشیهیرو تامورا
- مقام نایب قهرمانی ۲۴ امین دوره مسابقات سراسری کاراته ژاپن(IKO1) در سال ۱۹۹۲- باخت به یوشیهیرو تامورا
- مقام قهرمانی در دومین دوره مسابقات وزنی جهانی(IKO1) در سال ۲۰۰۱
- مقام قهرمانی اولین دوره مسابقات کاپ جهانی تیمی در سال ۱۹۹۸(IKO1)- شکست برزیل